# Openbaar Lichaam De Noordoostelijke Polder
L'Openbaar Lichaam De Noordoostelijke Polder (OL DNP, traducibile in italiano come "ente pubblico del polder Noordoostelijke") è stato un ente pubblico (in olandese openbaar lichaam) dei Paesi Bassi esistito tra il 1942 e il 1962 deputato a gestire i territori polderizzati del Noordoostpolder prima dell'istituzione della municipalità.